# Panoramaregler

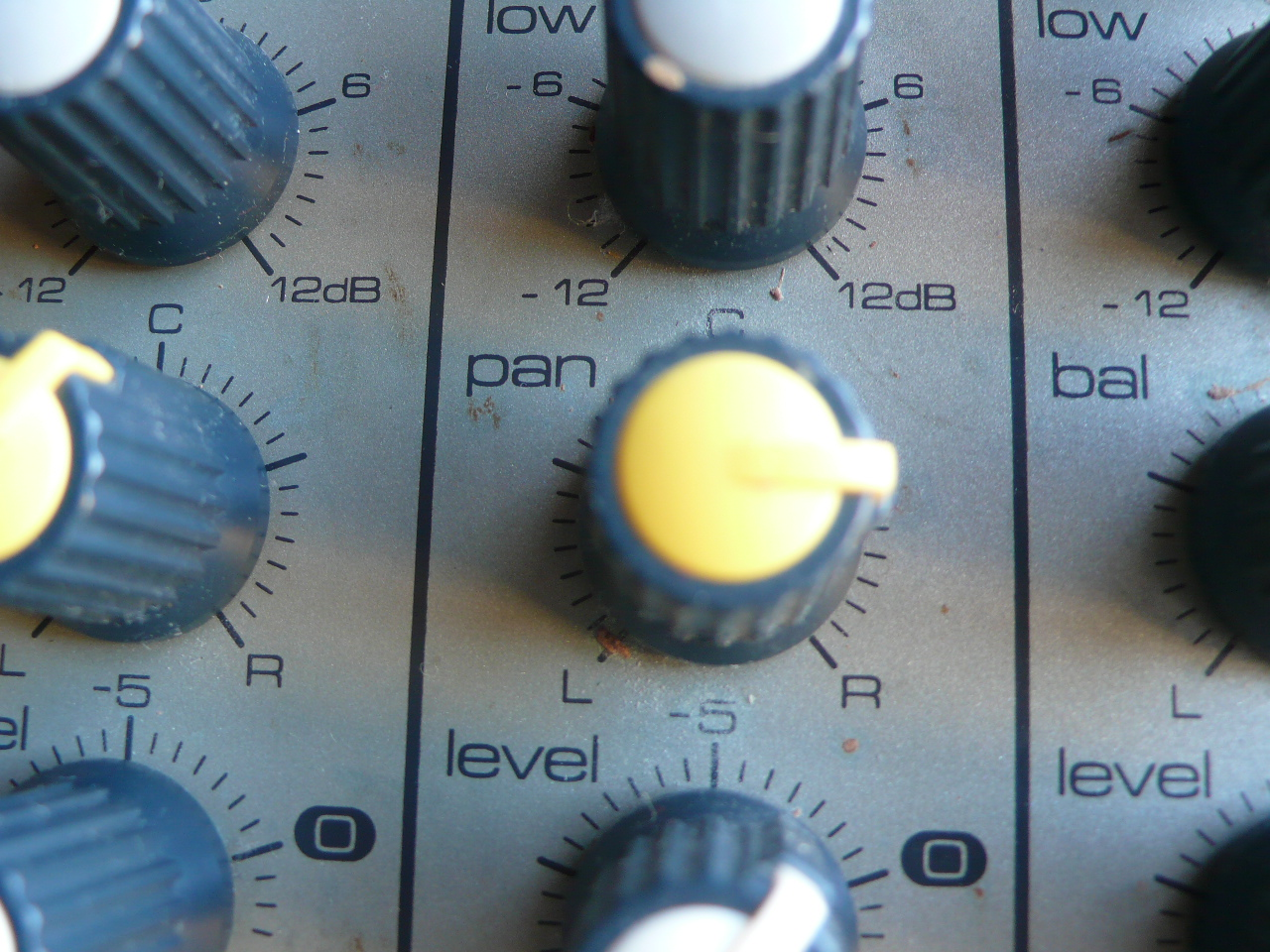
Panoramapotentiometer, hier mit pan gekennzeichnet

Mit einem Panoramaregler (auch Panoramapotentiometer, kurz Panpot) wird die Lautstärkeverteilung eines Audiosignals auf zwei Kanäle geregelt. Der Vorgang selbst wird meist als Panning bezeichnet.

## Funktion
Das Stereoklangbild wird als Panorama bezeichnet. Der Panoramaregler am Eingangskanal des Mischpults ermöglicht die Platzierung des Monosignals in dieses Stereopanorama. Dabei kann jedes Monosignal durch Pegeldifferenzen Δ L der beiden Signalspannungen UL und UR in jede Hörereignisrichtung auf der Stereo-Lautsprecherbasis als Phantomschallquelle gestellt werden. Panpots dienen in Stereo-Mischpulten bei der Intensitätsstereofonie zum beliebigen Richtungsverteilen von einkanaligen Signalen zwischen links und rechts, wobei allein die Pegeldifferenz der Spannung durch Spannungsteiler erzeugt wird. Der entstandene Lokalisationseffekt wird auch Bildung von Phantomschallquellen genannt.
Mischpulthersteller sehen nur die Intensitätsstereofonie als gegeben an, so wie sie der Rundfunk wegen der einwandfreien Mono-Kompatibilität und die Popmusik wegen der „robusten“ und einfachen Mischtechnik und der leichten Erzeugung der Stereorichtungen überwiegend verwendet. Je nach Amplitudenverteilung der Signalspannung erscheint das Signal gehörmäßig dann in einer bestimmten Position – der Hörereignisrichtung – mehr oder weniger weit rechts oder links von der Stereo-Mitte entfernt. Üblicherweise muss das Mono-Eingangssignal durch einen Spannungsteiler so aufgeteilt werden, dass die Summe der beiden Ausgangspegel leistungsmäßig immer konstant bleibt. Damit ändert sich die Lautstärke der Phantomschallquelle beim Regeln des Panpots nicht. Somit beträgt bei Mittenstellung des Potis die Dämpfung zwischen Eingang und den zwei Ausgangskanälen in der Regel jeweils (−)3 dB. Verschiedene Panoramaregler sind in den Stellungen L (links), C (centre) und R (rechts) vergleichbar. Für eine Hörereignisrichtung 100 % L bzw. R, also die Richtung aus einem Lautsprecher, benötigt man eine Pegeldifferenz von Δ L = 18 dB (16 bis 20 dB). Andere Regler-Zwischenwerte können sich unterscheiden.
Der Begriff Panpot-Regler wird gelegentlich unrichtigerweise für Balance- und Überblendregler verwendet. Diese dienen zur Mischung und Anwahl zweier Signalquellen, zum Beispiel bei Gitarrenpickups. Ein Stereosignal-Balanceregler kann eine Phantomschallquelle nicht vollständig von einer Seite zur anderen Seite des Stereopanoramas verschieben.
Auch MIDI kennt den Panorama-Regler (Controller #10). In Effektgeräten und Synthesizern können zusätzlich durch spezielles Programmieren von LFOs oder der Anschlagdynamik Panorama-Effekte erzeugt werden.

## Richtungsmischer
Der Richtungsmischer ist ein Gerät, das mit einem Panoramaregler die Stereo-Richtung einer Quelle steuern kann, jedoch zusätzlich die Änderung der Abbildungsbreite auf der Stereobasis ermöglicht. Dafür werden intern M/S-Signale verarbeitet, die für den Ausgang in ein L/R-Signal umgewandelt werden.
Ein Regler ermöglicht die Regelung der „Basisbreite“ von Mono über Stereo-Normal bis zu 200 % Überbasis. Der andere Regler beeinflusst die „Richtung“ von „Mono von Links“ bei Linksanschlag über „Stereo-Normal“ in Mittelstellung bis „Mono von Rechts“ bei Rechtsanschlag. Über einen Schalter kann der Eingang auf M/S-Betrieb umgeschaltet werden. Der Eingangskanal für das linke Signal muss dann stattdessen mit dem Mitten-Signal bedient werden und der für das rechte Eingangssignal stattdessen mit dem Seitensignal S.

## Raumklang
Beim Raumklang, also bei mehr als zwei Kanälen, dient ein solcher Einsteller zur Verteilung eines einkanalig oder mehrkanalig aufgenommenen Schallereignisses oder elektronischen Signals, das auf eine größere Anzahl von Kanälen, zum Beispiel fünf, sechs, sieben oder noch mehr Kanäle verteilt werden muss. Dabei beruht die Anwendung dieses Verfahrens allein auf der Ausnutzung der Richtungswahrnehmung durch Pegeldifferenzen Δ L. Es ist nicht bei räumlich ausgedehnten Schallquellen anwendbar.